# Sohodol (Fehér megye)
Sohodol (románul: Sohodol) falu Romániában, Erdélyben, Fehér megyében.

## Fekvése
Costeşti mellett fekvő település.

## Története
Sohodol korábban Costeşti része volt, 1956 körül vált külön településsé 97 lakossal.
1966-ban 97, 1977-ben 70, 1992-ben 37, a 2002-es népszámláláskor 27 román lakosa volt.